# STS-51I
STS-51I — космический полёт MTKK «Дискавери» по программе «Спейс шаттл» (20-й полёт программы и 6-й полёт «Дискавери»).

## Задачи полёта
Основной задачей экспедиции был запуск трёх спутников связи (Aussat A1, ASC 1 и Leasat F4) и починка спутника «Лисат-III», неудачный запуск которого был произведён в рейсе «Дискавери STS-51D». Для решения последней задачи во время полёта были совершены два выхода в открытый космос, общей продолжительностью 11 часов 46 минут.

## Экипаж
- (НАСА): Джо Энгл (2)[5] — командир;
- (НАСА): Ричард Кови (1) — пилот;
- (НАСА): Джеймс ван Хофтен (2) — специалист полёта-1;
- (НАСА): Джон Лаундж (1) — специалист полёта-2;
- (НАСА): Уильям Фишер (1) — специалист полёта-3.

## Параметры полёта
- Масса аппарата
  - при старте — 118 981 кг;
  - при посадке — 89 210 кг;
- Грузоподъёмность — 29 772 кг;
- Наклонение орбиты — 28,5°;
- Период обращения — 92,0 мин;
- Перигей — 350 км;
- Апогей — 465 км.

## Выходы  космос
Во время полёта астронавтами Джеймсом ван Хофтеном и Уильямом Фишером были совершены два выхода в открытый космос:
- 31 августа, длительностью 7 часов 20 минут.
- 1 сентября, длительностью 4 часа 26 минут.

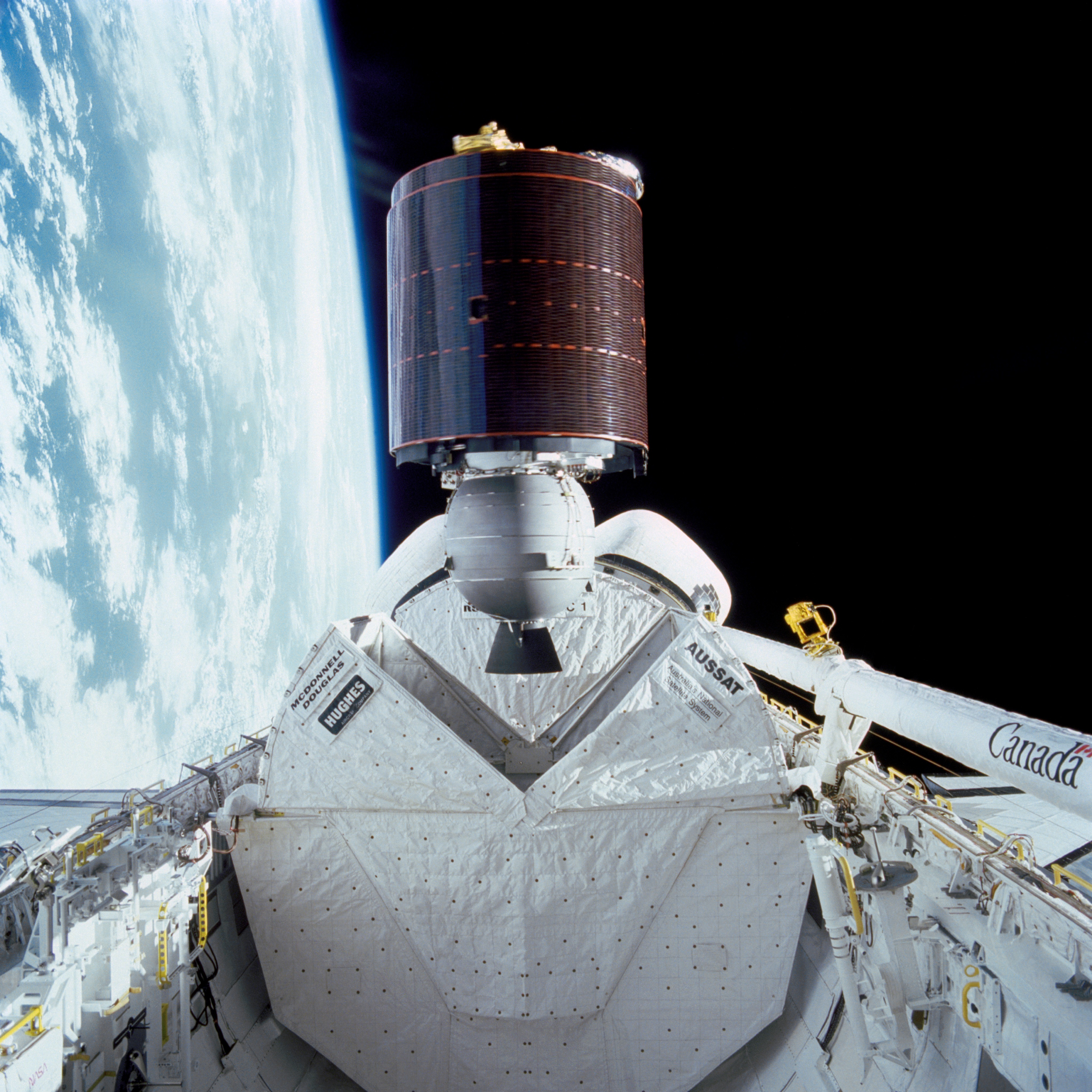
Спутник связи Aussat 1 после развёртывания, 27 августа 1985 года.

Во время выходов были произведены работы по захвату (ВКД 1) и освобождению (ВКД 2) спутника связи «Лисат-III». При первом выходе в открытый космос ван Хофтен приблизился к спутнику на подставке, закреплённой в манипуляторе и замедлил вращение спутника, а затем они с Фишером прикрепили спутник к манипулятору космического корабля и вставили заглушки в главный двигатель для предотвращения его случайного запуска. После этого Фишер установил на спутник устройство для принятия к исполнению команд с Земли и устройство для раскрытия антенны. Антенна раскрылась. Во время второго выхода в открытый космос были сняты заглушки с двигателя и установлена теплоизоляция на него. Затем манипулятор выпустил починенный спутник, ван Хофтен привёл его во вращение, и он заработал.

## Эмблема
Основной темой эмблемы миссии STS-51I является патриотизм, что подчёркивают цвета флага США и парящий белоголовый орлан, один из национальных символов США. Что примечательно, изображённые на эмблеме 19 звёзд символизируют 19-й полёт «Спейс шаттла», хотя фактически полёт был 20-м по счёту. Это связано с тем, что экипаж первоначально был сформирован для экспедиции 51G, которая должна была стать 19-м полётом шаттла (фактически же была 18-м).